# Mladé Buky
Mladé Buky (en allemand : Jungbuch) est un bourg (městys) du district de Trutnov, dans la région de Hradec Králové, en Tchéquie. Sa population s'élevait à 2 301 habitants en 2024.

## Géographie
Mladé Buky se trouve à 8 km au nord-ouest de Trutnov, à 45 km au nord de Hradec Králové et à 116 km au nord-est de Prague.
La commune est limitée par Janské Lázně, Svoboda nad Úpou et Žacléř au nord, par Trutnov à l'est, par Vlčice au sud, et par Rudník à l'ouest.

## Histoire
La première mention écrite de la localité date de 1358. La commune a le statut de městys depuis le 10 octobre 2006.

## Transports
Par la route, Mladé Buky se trouve à 10 km de Trutnov, à 58 km de Hradec Králové et à 140 km de Prague.